# Moulongo
Moulongo est un village de la commune de Mouanko, dans le département de la Sanaga-Maritime et la région du Littoral au Cameroun. Situé à 10 km de Mouanko, on y accède par la rive droite de la Sanaga.

## Population
En 1967, Moulongo comptait 272 habitants, principalement Malimba.
Lors du recensement de 2005, 202 personnes ont été dénombrées dans le village.